# Audy Muller
Audy Muller (29 de mayo de 1985) es un deportista antillano que compitió en taekwondo. Ganó dos medallas en el Campeonato Panamericano de Taekwondo en los años 2008 y 2010.

## Palmarés internacional
| Campeonato Panamericano | Campeonato Panamericano | Campeonato Panamericano | Campeonato Panamericano |
| Año                     | Lugar                   | Medalla                 | Categoría               |
| ----------------------- | ----------------------- | ----------------------- | ----------------------- |
| 2008                    | Caguas (Puerto Rico)    | Medalla de oro          | –54 kg                  |
| 2010                    | Monterrey (México)      | Medalla de bronce       | –54 kg                  |